# Jonty Hurwitz
Jonty Hurwitz (nacido el 2 de septiembre de 1969 en Johannesburgo ) es un artista, ingeniero y empresario británico sudafricano. Hurwitz crea obras de arte inspiradas científicamente y esculturas anamórficas.  Se le ha reconocido la creación de la escultura más pequeña jamás creada, mediante el uso de nanotecnología.

## Primeros años de vida
Jonty Hurwitz nació en Johannesburgo, Sudáfrica, hijo de Selwin, hotelero y empresario, y Marcia Berger, profesora de teatro. Jonty y su hermana (Tamara) pasaron sus primeros años viviendo en pequeños hoteles en pueblos rurales de Sudáfrica, mientras su padre construía su negocio.
Jonty estudió Ingeniería Eléctrica en la Universidad de Witwatersrand en Johannesburgo de 1989 a 1993. Su especialidad fue Procesamiento de señales. Luego se unió al Grupo de Detección Remota de la Universidad de Ciudad del Cabo como investigador a tiempo completo con el profesor Michael Inggs. Allí publicó un artículo sobre el reconocimiento de patrones de radar.
Después de su puesto de investigación, Hurwitz viajó durante un largo período de tiempo a la India, estudiando yoga y tallado en madera.[cita requerida]

## Carrera artística
El trabajo de Hurwitz se centra en la estética del arte en el contexto de la percepción humana. Su primera obra se dio a conocer por Estelle Lovatt durante 2011 en un artículo para la revista Art of England : “Reduciendo la brecha entre el arte y la ciencia, Hurwitz es consciente de que los dos se unen holísticamente de la misma manera en que de forma natural y cómoda nos encontramos divididos entre nuestro ser espiritual y nuestro ser operativo”.
Hurwitz comenzó a hacer esculturas en 2008. En 2009, su primera escultura ' Yoda and the Anamorph' ganó el premio People's Choice Bentliff del Maidstone Museum and Art Gallery. Más tarde en 2009 ganó el Premio Noble de Escultura y recibió el encargo de instalar su primera obra a gran escala (un estudio desnudo de su padre llamado 'Dietro di me') en el pueblo italiano Colletta di Castelbianco. En 2010, fue seleccionado como finalista del 4º Premio Internacional Arte Laguna en Venecia, Italia.
En enero de 2013, el bloguero de arte Christopher Jobson describió el trabajo anamórfico de Hurwitz. A principios de 2013, la agente de arte londinense Sally Vaughan presentó a Hurwitz en el Hotel Savoy. Hurwitz recibió el encargo de ser artista residente en el hotel, donde llegó a vivir varios meses, y allí creó una escultura de la mascota Kaspar the Cat, icono histórico del establecimiento. A finales de 2013, en una edición especial de Art of England sobre retratos, Hurwitz fue citado como el retratista número uno en el Reino Unido. En enero de 2014, Hurwitz fue votado como el número 46 entre los 100 mejores artistas de 2013 por el sitio de arte estadounidense Empty Kingdom. En el mismo mes, el trabajo anamórfico de Hurwitz fue publicado por la revista American Art and Culture, en su blog, como "Lo mejor de 2013", Juxtapoz. En 2013, el trabajo de Hurwitz también fue comisariado por Science Gallery International para una exposición grupal itinerante titulada 'Illusion' comisariada por Trinity College Dublin.  La exposición dio lugar a una gira de 2014/2015 en los EE. UU.,  Kuala Lumpur, Malasia y Leipzig, Alemania.
A finales de 2014, realizó una serie de "nanoesculturas" bajo el título de ″Trust″. Esta serie de trabajos capturó la atención de la comunidad científica y artística, siendo citada, entre otros, por Nature, Scientific American, Popular Science y Phys.org. En 2015, Hurwitz fue elegido miembro de la Royal British Society of Sculptors. En un documental de 2015 de CNN International sobre la obra de arte de Hurwitz, la crítica de arte de BBC Radio 2 Estelle Lovatt comentó sobre el trabajo de Hurwitz: "Si Leonardo da Vinci estuviera vivo hoy, habría estado haciendo lo que está haciendo Jonty. Habría estado usando algoritmos. Nadie más trabaja como él hoy. Su arte es la mezcla entre lo emocional y lo inteligente, y eso es lo que le da esa chispa.” En 2016, la Royal Photographic Society seleccionó una fotografía de microscopio electrónico de barrido de Hurwitz y Stefan Diller como una de las 100 mejores 'Imágenes internacionales para la ciencia de la Royal Society'.[cita requerida]

### Escultura anamórfica

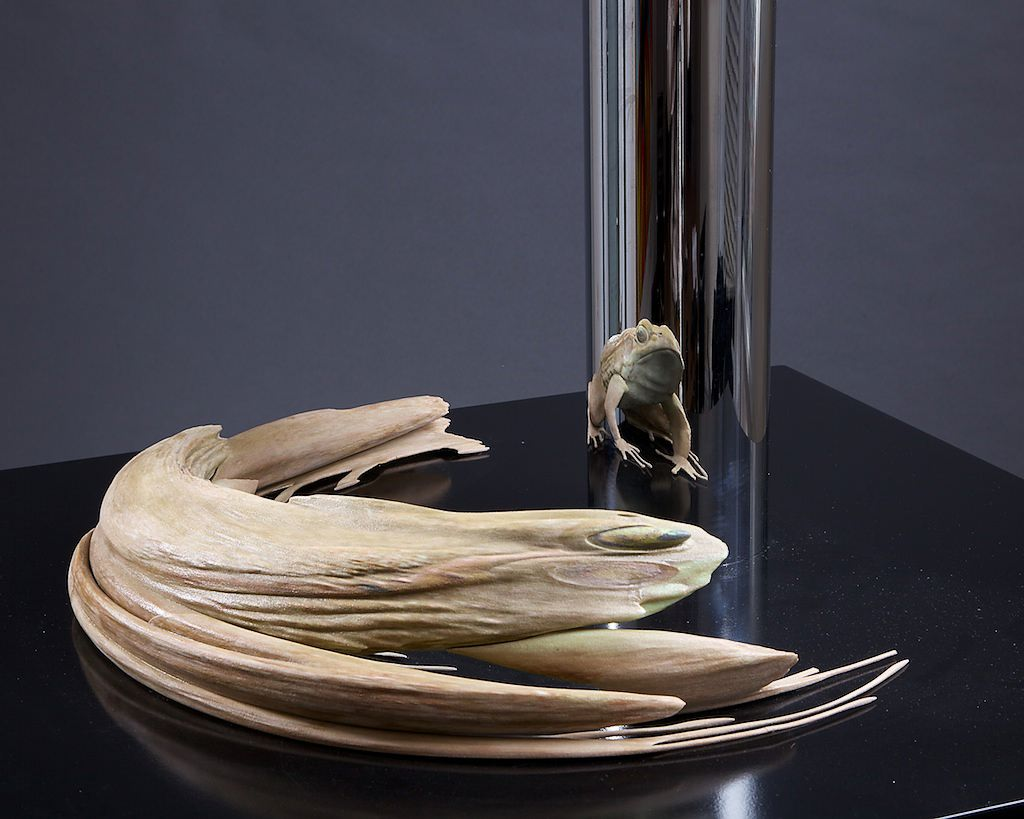
Anamorfosis. Escultura de rana anamórfica cilíndrica de Jonty Hurwitz

La obra de Hurwitz se ha basado, principalmente, en la anamorfosis oblicua (perspectiva) y catóptrica (espejo). Hurwitz menciona a William Scrots, Hans Holbein, MC Escher y Da Vinci como sus principales influencias. En sus charlas en línea, Hurwitz explica que esta es una función del poder de procesamiento y que, si bien es posible pintar en un espejo, la anamorfosis tridimensional solo podría haber surgido con la llegada de computadoras poderosas. Cada una de sus esculturas implica miles de millones de cálculos utilizando un algoritmo derivado de la constante matemática π. Hurwitz afirma que su arte es "contemporáneo al milisegundo". La curadora de Kinetic Art y directora del London Kinetica Museum, Dianne Harris, describió el arte de Hurwitz como "las obras del erudito Jonty Hurwitz son trampantojos contemporáneos, a primera vista parecen abstractos, pero en reflejos reflejados, representativos".

### Nanoescultura
En 2014, Hurwitz trabajó en el campo del nanoarte utilizando litografía multifotónica y fotogrametría para crear los retratos humanos más pequeños del mundo de su primer amor. Las obras de arte se inspiraron en la escultura de mármol del siglo XIX de Cupido y Psique de Antonio Canova. Los detalles más pequeños de las obras están a una escala de aproximadamente 300 nanómetros, similar a las longitudes de onda de la luz visible y, por lo tanto, se visualizan con un microscopio electrónico de barrido. Para crear estos trabajos, Hurwitz colaboró con un equipo de más de 20 personas, incluido Stephan Hengsbach del Instituto de Tecnología de Karlsruhe y Yehiam Prior del Instituto de Ciencias Weizmann. En febrero de 2015, la escultura "Trust" de Hurwitz fue galardonada con el récord mundial de "Escultura humana más pequeña" por el Libro Guinness de los Récords.

## Tecnología
Hurwitz es el fundador y presidente de la empresa de investigación de IA [Daizy], y supervisa la investigación a largo plazo para construir un modelo de IA generativo capaz de brindar análisis de inversión en las empresas, con un enfoque en [Riesgo] y [ESG]. También es cofundador de Claim Technology Ltd.
Hurwitz llegó a Londres en 1995 tras haber viajado por la India y consiguió su primer trabajo investigando la visualización de datos financieros para Gilbert de Botton, presidente y fundador de Global Asset Management (GAM). Hurwitz dejó Global Asset Management después de dos años de formar su propia empresa, Delve, para desarrollar la I+D en visualización de datos financieros. En 1996, GAM lanzó su tecnología de informes financieros creada por Hurwitz. El equipo de gráficos y software recién formado de Hurwitz evolucionó durante varios años publicando varios proyectos de visualización (lista no exhaustiva) como los archivos visuales de News International sobre la Guerra Fría y la Revolución Industrial (1997), Biosys, una simulación ambiental publicada por Take 2 Interactive (1998) y "Oceans of Innovation" del Ministerio de Asuntos Exteriores británico (1998). Este último trabajo fue nominado a un premio BAFTA. En 2005, la empresa Delve de Hurwitz fue adquirida por la empresa que cotiza en el Mercado de Inversiones Alternativas Statpro Group PLC (SOG). Hurwitz se unió a Statpro como director creativo, donde diseñó la primera plataforma de análisis y riesgo de computación en la nube para datos de activos. En 2008, Statpro lanzó su producto estrella, Statpro Revolution, que fue el resultado de esta I+D. En 2014, ocho de los diez administradores de activos más importantes del mundo eran clientes de Statpro.
Hurwitz fue cofundador y director de tecnología de Wonga.com en 2007, donde diseñó y construyó el primer sistema de préstamo de consumo en línea en tiempo real del mundo.[cita requerida] Durante este período, la tecnología de Wonga ganó varios premios (enumerados más abajo). Para 2011, Wonga había comenzado a atraer críticas y Hurwitz, como inventor de la tecnología, se encontró con que no tenía suficiente influencia para guiar el uso de sus diseños por parte de la ahora gran empresa. Después de varios intentos de cambiar la estrategia de Wonga, renunció a su rol operativo en noviembre de 2011 y lanzó su escultura titulada Co-Founder.
A la tecnología de Hurwitz se le atribuyen varias innovaciones en la industria de servicios financieros:
- Deslizadores financieros. Una innovación de la interfaz de usuario que permitió a los clientes obtener fácilmente una cotización en tiempo real sobre el costo exacto de un préstamo en libras y centavos.[35] Este método de comunicar información sobre préstamos a los consumidores ha sido adoptado por varios de los principales prestamistas del Reino Unido. Estos incluyen (lista no exhaustiva): HSBC, Royal Bank of Scotland, Barclays, Halifax, Lloyds, Nationwide, Santander Bank, Co-operative Bank, NatWest y Bank of Scotland.
- Tecnología de riesgo en tiempo real. El motor de riesgo de Wonga fue el primero en evaluar la solvencia crediticia de un cliente, casi en tiempo real, en Internet, en función de la recopilación de datos de fuentes alternativas en combinación con puntajes crediticios tradicionales.[cita requerida] La tecnología de riesgo del consumidor[36] proporcionó la capacidad de transferir dinero a los clientes en 12 minutos sobre la base de la decisión.

## Publicaciones

### Charla TEDx
- El arte y la ciencia del amor: la escultura más pequeña del mundo, TEDx MPI Stuttgart, Baden-Württemberg, Alemania.